# Густавианский стиль
Густавианский стиль (швед. Gustaviansk stil) — термин, используемый в шведском искусствоведении и обозначающий совокупность архитектурных и художественных стилей Швеции, доминировавших в искусстве этой страны в 1771—1809 годах, в период правления королей Густава III (правил в 1771—1792) и Густава IV Адольфа (правил в 1792—1809 годах). На период правления этих монархов, особенно первого, пришёлся значительный расцвет шведского искусства.

## История
Густавианский стиль подразделяется на Ранний (в котором доминировали отсылки к французскому рококо) и Поздний (в котором доминировали отсылки к французскому же ампиру). Тем не менее, переход между этими вариантами в Швеции был сравнительно плавным.
Развитие густавианского стиля носило характер постепенной замены вычурных рокайльных элементов более сдержанными, выдержанными «в классическом вкусе» (то есть, подражающими древнегреческим и древнеримским образцам). В результате, произведения, которые шведские искусствоведы именуют густавианскими, с российской точки зрения относятся к нескольким последовательно сменявшим друг друга стилям: рококо (и даже барокко), классицизм, и, наконец, ампир. Таким образом, термин «густавианский стиль» представляет собой скорее не название конкретного стиля, а устоявшееся в литературе название определённой эпохи в развитии шведского искусства.
В числе видных представителей густавианского стиля обычно называют архитекторов Карла Фредрика Аделькранца, Луи-Жана Депре (француза, работавшего в Швеции) и Улофа Темпельмана, оформителя Луи Адриена Марелье (выходца из Швейцарии), мебельного мастера Георга Гаупта, художников Лоренца Паша-Младшего, Ульрику Паш, Пера Хиллестрёма и многих других. Творчество крупнейшего шведского портретиста Александра Рослина также иногда относят к этому стилю.

## Современность
Сегодня термин «Густавианский стиль» нередко используется для обозначения наиболее дорогого и роскошного варианта так называемого Скандинавского стиля, возникшего позднее. В современных интерьерах, выполненных «в густавианском стиле», основные принципы скандинавского стиля (доминирование белых, светло-серых и кремовых оттенков, практичность, минимализм) сочетаются с декоративными элементами, чаще всего заимствованными из позднего густавианского стиля, и, следовательно, вдохновлёнными ампиром (в том числе люстрами, настольными часами, предметами мебели). Однако, важно понимать, что это — не исторический густавианский стиль в собственном смысле слова, а лишь набор определённых отсылок к нему.

## Галерея
- Павильон Густава III считается одним из самых важных примеров Раннего густавианского стиля.
- Здание Апелляционного суда в городе Вааса (ныне — Финляндия; здание занимает лютеранская церковь).
- Проект дворца Хага (никогда не был достроен).
- Макет дворца Хага.